# Episodi di Rectify (quarta stagione)
La quarta e ultima stagione della serie televisiva Rectify è stata trasmessa in prima visione negli Stati Uniti d'America su SundanceTV dal 26 ottobre al 14 dicembre 2016.
In Italia, la stagione è andata in onda sul canale satellitare Sky Atlantic dal 25 febbraio al 18 marzo 2017.
| nº | Titolo originale             | Titolo italiano              | Prima TV USA     | Prima TV Italia  |
| -- | ---------------------------- | ---------------------------- | ---------------- | ---------------- |
| 1  | A House Divided              | Una casa divisa              | 26 ottobre 2016  | 25 febbraio 2017 |
| 2  | Yolk                         | Il tuorlo                    | 2 novembre 2016  | 25 febbraio 2017 |
| 3  | Bob & Carol & Ted Jr & Alice | Bob & Carol & Ted Jr & Alice | 9 novembre 2016  | 4 marzo 2017     |
| 4  | Go Ask Roger                 | Chiedilo a Roger             | 16 novembre 2016 | 4 marzo 2017     |
| 5  | Pineapples in Paris          | La visita                    | 23 novembre 2016 | 11 marzo 2017    |
| 6  | Physics                      | Questione di fisica          | 30 novembre 2016 | 11 marzo 2017    |
| 7  | Happy Unburdening            | Voltare pagina               | 7 dicembre 2016  | 18 marzo 2017    |
| 8  | All I'm Sayin'               | Nuova speranza               | 14 dicembre 2016 | 18 marzo 2017    |

## Una casa divisa
- Titolo originale: A House Divided
- Diretto da: Patrick Cady
- Scritto da: Ray McKinnon

### Trama
Daniel sta cercando di adattarsi alla sua nuova vita. Ha un nuovo lavoro da magazziniere e quattro coinquilini che hanno trascorso anni in prigione. Uno di loro, il suo compagno di stanza, decide di lasciare furtivamente la casa poiché i test delle urine lo avrebbero rivelato positivo alla droga. Il giorno dopo il responsabile della casa chiede agli inquilini di essere uniti fra loro perché una casa divisa non può che crollare. Tuttavia Daniel non riesce ad adattarsi per i lunghi anni trascorsi in solitudine e perché in fondo a sé crede di essere responsabile della morte di Hanna. Il responsabile della casa gli dice di provare a pensare di essere innocente e di provare a vivere la vita. Così Daniel torna da alcuni artisti che aveva conosciuto poco tempo prima per aiutarli a trasportare della roba e dopo a casa cerca di aprirsi e lasciarsi conoscere davvero dai suoi coinquilini, provando per la prima volta e davvero a vivere quella libertà che fino a quel momento non era certo di meritarsi.
- Note: in questo episodio Aden Young è l'unico membro del cast principale ad apparire.

## Il tuorlo
- Titolo originale: Yolk
- Diretto da: Kate Woods
- Scritto da: Ray McKinnon

### Trama
Janet sente la mancanza di Daniel che non sta più rispondendo alle sue telefonate e inoltre si sente sempre più lontana dalla famiglia che in un modo o nell'altro sta provando ad andare avanti. Jared cerca di cavarsela da solo andando in campeggio, Teddy prova a salvare il matrimonio con Tawney, che intanto ha trovato un lavoro, e Amantha cerca di fare del suo meglio come responsabile del supermercato, mentre Jon, ora lontano da Paulie, vorrebbe provare l'innocenza di Daniel. Intanto Trey viene liberato su cauzione. Janet lo incontra casualmente mentre fa la spesa e di soppiatto va al suo carrello e gli rompe tutta una confezione di uova per poi andarsene.
- Note: oppostamente all'episodio precedente in questo secondo capitolo compaiono tutti i membri principali del cast eccetto Aden Young.

## Bob & Carol & Ted Jr & Alice
- Titolo originale: Bob & Carol & Ted Jr & Alice
- Diretto da: Keith Boak
- Scritto da: Ray McKinnon

### Trama
Daniel si sta ambientando bene nella casa con gli altri ex detenuti ma il supervisore del progetto di riabilitazione gli consiglia comunque di vedere un esperto in disturbi post traumatici. Daniel approfondisce anche il rapporto con la ragazza/artista conosciuta poco tempo prima. Intanto a Paulie, Jon fa pressioni sullo sceriffo affinché il caso dell'omicidio ormai chiuso, venga riaperto. Intanto un uomo di nome Bob contatta Janet per comprare il negozio di pneumatici.

## Chiedilo a Roger
- Titolo originale: Go Ask Roger
- Diretto da: Stephen Gyllenhaal
- Scritto da: Ray McKinnon

### Trama
Jon continua a cercare di parlare con le persone coinvolte con il caso di Hanna. Mentre Christopher si rifiuta di parlargli, Trey gli dice che potrebbe essere proprio lui l'assassino. Tawney intanto sembra riavvicinarsi a Teddy. Nel frattempo Janet e Ted Sr ricevono un'offerta molto interessante per vendere il negozio. Lontano da Paulie Daniel sta continuando a vivere la sua vita e si avvicina a Chloe a cui dà un bacio.

## La visita
- Titolo originale: Pineapples in Paris
- Diretto da: Scott Teems
- Scritto da: Scott Teems & Coleman Herbert

### Trama
Teddy decide di proporre a Tawney il divorzio, non riuscendo più ad immaginare un futuro fra loro. Dopo che ha accettato Ted Jr riceve Bobby, il fratello di Hanna, che gli racconta nuovi dettagli sul passato e gli chiede di riferire a Daniel le sue scuse per il pestaggio che lo aveva mandato in coma. In seguito Teddy beve fino ad essere ubriaco e si intrufola nella sua vecchia casa iniziando a portare via tutto quello che rimaneva di suo.
Jon è alle prese con la sua personale crociata sul caso e lo sceriffo decide di aiutarlo facendogli leggere il fascicolo su Christopher.
Janet e Ted Sr, in viaggio per incontrare Daniuel, discutono sulla possibilità di vendere il negozio ma la vedono in modo diverso poiché Janet vorrebbe vendere e magari lasciare Paulie mentre Ted preferirebbe proseguire l'attività.
Daniel ha un alterco con il suo compagno di stanza che si era masturbato quando anche lui era in camera. La cosa si conclude comunque bene visto che ora ha l'appoggio e la simpatia degli altri abitanti della casa. Quella sera Janet e Ted arrivano a fargli visita.

## Questione di fisica
- Titolo originale: Physics
- Diretto da: Stephen Gyllenhaal
- Scritto da: Coleman Herbert & Scott Teems

### Trama
Daniel litiga con Chloe che lo vorrebbe in terapia per affrontare definitivamente i suoi traumi ma alla fine capisce che la donna ha ragione. Nel frattempo a Paulie Tawney perde il paziente a cui si era affezionata e cerca di onorare la sua memoria in qualche modo.
Jon parla nuovamente con il procuratore.

## Voltare pagina
- Titolo originale: Happy Unburdening
- Diretto da: Billy Gierhart
- Scritto da: Ray McKinnon & Kate Powers

### Trama
Lo sceriffo e il procuratore interrogano ufficialmente il vecchio sceriffo che si era occupato delle indagini terminate con la confessione di Daniel. Dall'interrogatorio emerge che il senatore Foulkes, al tempo procuratore, aveva fatto pressioni sui testimoni in modo da far cedere al più presto Daniel, evitando invece di interrogare Christopher, figlio di un potente avvocato nonché suo amico.
Intanto a Paulie la famiglia di Daniel sembra essere ad una svolta. Tawney ha deciso di diventare un'infermiera per poter dedicare la sua vita agli altri, Teddy sembra aver accettato la sua nuova situazione e guarda al futuro, Amantha ricuce i rapporti con una persona importante del suo passato, mentre Janet e Ted cercando di mettersi alle spalle i dolori passati dichiarandosi, a vicenda, e dopo molto tempo, di amarsi.
Nel frattempo Daniel si prepara a salutare Chloe e affronta con un terapista gli abusi subiti in prigione.

## Nuova speranza
- Titolo originale: All I'm Sayin'
- Diretto da: Ray McKinnon
- Scritto da: Ray McKinnon

### Trama
Mentre la procura riapre ufficialmente le indagini sull'omicidio di Hanna, la famiglia di Holden-Talbott si prepara a chiudere definitivamente le porte del negozio, per iniziare un nuovo capitolo. Teddy ha un chiarimento con Daniel e così anche Tawney. Amantha ha trovato nuova stabilità con il suo compagno e anche il resto della famiglia sembra più sereno.
Nel frattempo lo sceriffo viene a conoscenza da Trey di cosa accadde davvero in quella notte di vent'anni prima.
Daniel prosegue in maniera efficace la terapia e il suo processo di integrazione nel mondo anche grazie all'appoggio dei suoi inquilini ed amici.
Alla fine ritorna da Chloe e dal suo bambino.